# Lucy Valnor
Lucy Valnor , née le 26 avril 1938 à Paris,  est une actrice française.

## Filmographie  partielle

### Cinéma
- 1946 : L'Homme au chapeau rond de Pierre Billon : La petite Lisa
- 1947 : Rêves d'amour de Christian Stengel : Fillette
- 1947 : Torrents de Serge de Poligny : La petite Sigrid
- 1948 : Les Dernières Vacances de Roger Leenhardt  : Jeanne
- 1949 : Ronde de nuit de François Campaux